# Государственно-монополистический капитализм
Государственно-монополисти́ческий капитали́зм — экономическая система, характерная для нацистской Германии (Экономика Третьего рейха) и некоторых других стран, впервые описанная в марксистских учениях. Согласно дословной трактовке, это «форма монополистического капитализма, для которой характерно соединение силы капиталистических монополий с силой государства».
В литературе на русском языке принятое сокращение — ГМК. В германских языках сокращение SMK, иногда используется аббревиатура stamokap (от нем. Staatsmonopolistischer Kapitalismus). В современной России к ГМК относят т. н. «квазигосударственные» компании (в западной терминологии «parastatal entities»). Согласно расчетам Казначейства США, приведенным в докладе к закону CAATSA, в российских ГМК, к которым отнесены Газпром, Роснефть, Сбер, Сургутнефтегаз и др., создается около 70 % ВВП.
Механизм возникновения такого капитализма — монополизация рынка и сращивание монополий с правительством. Ранние марксисты полагали, что такое сращивание рано или поздно приведет к созданию социалистической системы, однако, уже в эпоху Ленина стало очевидно, что это не совсем так, а современная экономическая теория вообще отрицает подобную институциональную динамику.

## История возникновения и употребления термина
После смерти К. Маркса и Ф. Энгельса многие из тех черт капитализма, которые они зафиксировали в своих трудах, ушли в прошлое. Реальный капитализм, его производственные отношения и политическая практика капиталистических государств в начале XX века были уже не те, что в середине XIX века. И хотя основоположники марксизма и «предвидели наступление такого времени, когда средства производства и сообщения не смогут быть управляемы акционерными обществами, когда их огосударствление буржуазной властью станет экономически неизбежным» (Маркс писал, что «в известных сферах оно ведет к установлению монополии и потому требует государственного вмешательства»; Энгельс — что «государство как официальный представитель капиталистического общества вынуждено взять на себя руководство указанными средствами производства и сообщения»), долгое время развитие капитализма опережало уровень теоретического обобщения, достигнутый в марксистских исследованиях.

### В. И. Ленин
Введению в оборот термина «Государственно-монополистический капитализм» (ГМК) предшествовало определение В. И. Лениным в работе «Империализм, как высшая стадия капитализма» (1916 год) государственных монополий в капиталистической экономике, а также определение их особой роли в хозяйственной и политической жизни капитализма XX века. Появление и рост монополий в капиталистической экономике также отмечали в это время и другие учёные — например, Карл Каутский (см. Ультраимпериализм). Научная новизна работ Ленина заключалась здесь в том, что он указал на неизбежность следующего этапа в развитии капитализма, на котором капитализм монополистический перерастает в государственно-монополистический.
В работе «Грозящая катастрофа и как с ней бороться» (10-14 сентября 1917 года, Гельсингфорс) Ленин написал:

Империалистская война есть канун социалистической революции. И это не только потому, что война своими ужасами порождает пролетарское восстание, — никакое восстание не создаст социализма, если он не созрел экономически, — а потому, что государственно-монополистический капитализм есть полнейшая  материальная  подготовка социализма, есть преддверие его, есть та ступенька исторической лестницы, между которой (ступенькой) и ступенькой, называемой социализмом, никаких промежуточных ступеней нет.— Ленин, В. И. Грозящая катастрофа и как с ней бороться.
Это заявление, сделанное в конкретном историческом контексте, не претендовало на роль формулировки раз навсегда данного закона. Оно характеризовало лишь то состояние производительных сил мирового капитализма, которое сложилось в преддверии окончания первой мировой войны. Однако спустя 40 лет при цитировании этой работы первая его часть опускалась, в связи с чем могло создаваться впечатление, что следом за ГМК капитализму остаётся только перерастать в социализм.
Тот факт, что В. И. Ленин показал, что сращивание монополий с государством — одна из характерных черт ГМК, а наличие ГМК является, в свою очередь, одной из сущностных черт империализма, явилось важной ступенью в творческом развитии марксизма.

### В период сталинизма
Эпитет «загнивающий» применительно к финансовому капиталу (но не капитализму) И. В. Сталин употребил лишь единственный раз — на VII расширенном пленуме Исполкома Коминтерна в конце 1926 года. Это были годы борьбы с троцкизмом, и Сталин, тем более в присутствии руководителей зарубежных компартий не стал оспаривать в деталях ленинские оценки капитализма по состоянию на весну-август 1917 года. Однако перейдя к выводу Ленина о характере империалистического капитализма («империализм есть умирающий капитализм, переходный к социализму»), Сталин всё же сформулировал компромиссную оценку: «Это не означает ещё, к сожалению, что капитализм уже умер. Но это, несомненно, означает, что капитализм в целом идет не к возрождению, а к умиранию, что капитализм в целом развивается не по восходящей линии, а по линии нисходящей».
Однако к тому времени многие из трудов В. И. Ленина, в том числе стенограммы его устных выступлений и черновики работ ещё не были опубликованы. В частности, лекция «Война и революция», читавшаяся в мае 1917 года в Петрограде, была впервые напечатана лишь 23 апреля 1929 года в газете «Правда».

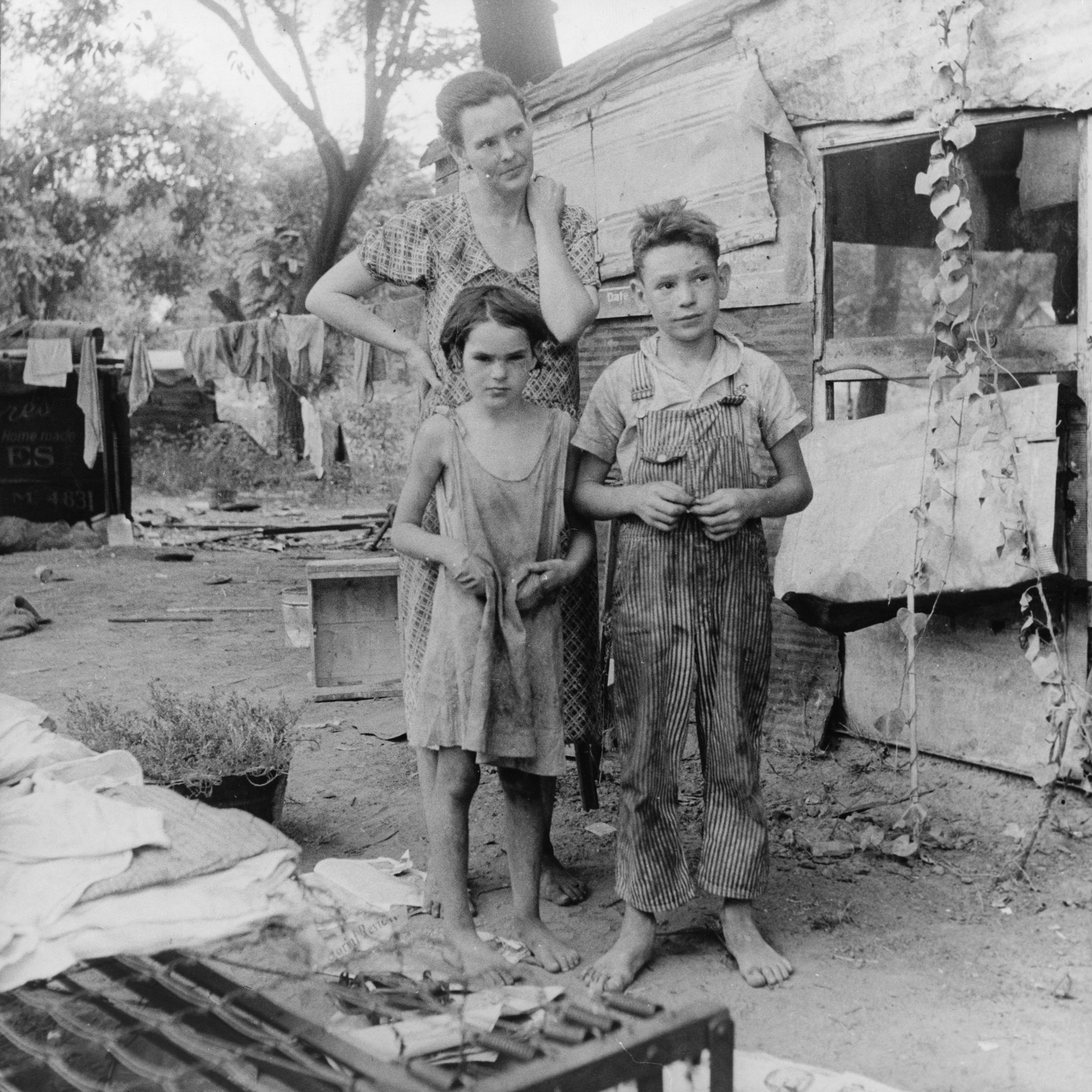
Великая депрессия. США.
Фото Доротеи Ланж (1895—1965).

Как раз в это время набирал силу мировой экономический кризис, поставивший капиталистические страны перед необходимостью беспрецедентного вмешательства государства в экономику вопреки либеральным концепциям laissez-faire. Работа «Пути к процветанию» (англ. «The Means to Prosperity», 1933), в которой Дж. М. Кейнс рекомендовал пакет антикризисных мер, представляющих собой образец как раз государственно-монополитического регулирования, выйдет ещё через несколько лет. Однако в Италии политика корпоративизма уже несколько лет демонстрирует «…начала огосударствления капиталистического производства, соединения гигантской силы капитализма с гигантской силой государства в один механизм, ставящий десятки миллионов людей в одну организацию государственного капитализма», предсказанные Лениным в лекции 1917 года «Война и революция». Тем не менее, ни в издании Малой Советской энциклопедии 1929—30 годов, ни в одной из работ или речей И. В. Сталина термин «государственно-монополистический капитализм» не используется.
Вторая мировая война поставила перед необходимостью управления «свободной» рыночной экономикой не только Италию и Германию, но и остальные крупнейшие капиталистические страны — в том числе, Великобританию и США. Там были созданы мощнейшие военно-промышленные комплексы, работавшие по заказу государства и по ценам, в формировании которых свободный рынок играл далеко не первую роль. В боеспособности вооружений неизмеримо большую, по сравнению с первой мировой войной, роль стала играть наука, что повлекло за собой дополнительное увеличение объёмов средств, которыми должны распоряжаться для общего блага не монополии, а государство как конечный гарант выживания в войне и рабочих, и капиталистов. Тем самым формы ГМК, ещё только угадывавшиеся в начале XX века, рельефно проявились в отдельных направлениях, по которым капиталистические государства разрабатывали новые для себя методы макроэкономического планирования.
Однако анализируя эти явления и в послевоенное время, ни Сталин, ни другие советские экономисты термин ГМК не использовали. Современный им капитализм они именовали — в соответствии с буквой ленинской теории империализма — просто «монополистическим». Вскоре после войны многие «излишние» для мирного времени элементы государственно-монополистического регулирования экономики в США и Великобритании были демонтированы. Это доказало правоту тех, кто воздержался от того, чтобы преждевременно увидеть в «плановой» (отчасти) экономике США последнюю ступеньку перед социализмом.
В 1947 году в интервью Гарольду Стассену (в 1939-43 губернатор Миннесоты) И. В. Сталин заявил, что «экономические системы в Германии и США одинаковые, но, тем не менее, между ними возникла война». Это вызвало у Стассена возражения, к ним будущий президент Пенсильванского университета (1948-53) вернулся через несколько реплик:
Стассен: «экономические системы США и Германии отличались друг от друга, когда Германия начала войну».
Сталин: «…не согласен с этим и говорит, что существовало различие в режимах в США и Германии, но не было различия в экономических системах. Режим — фактор временный, политический».
Стассен: «много писалось о том, что капиталистическая система порождает зло монополий, империализма и угнетения рабочих. По его, Стассена, мнению, в США удалось предотвратить развитие монополистических и империалистических тенденций капитализма, причём рабочие в США гораздо в большей мере пользовались правом голоса, чем могли думать Маркс или Энгельс. В этом состоит различие между экономической системой в США и той, которая существовала в Германии Гитлера».
На это Сталин возражать Стассену не стал. Более того, в ответной реплике он фактически дал ответ будущим догматикам, соединявшим несколько разных цитаты Ленина воедино («империализм — монополистический капитализм» и «империализм — канун социализма», «последняя ступенька» и т. п.):

Что касается Маркса и Энгельса, то они, конечно, не могли предвидеть то, что произойдет спустя 40 лет после их смерти. Советскую систему называют тоталитарной или диктаторской, а советские люди называют американскую систему монополистическим капитализмом. Если обе стороны начнут ругать друг друга монополистами или тоталитаристами, то сотрудничества не получится…

Что касается увлечения критикой против монополий и тоталитаризма, то это пропаганда, а он, И. В. Сталин, не пропагандист, а деловой человек. Мы не должны быть сектантами… Когда народ пожелает изменить систему, он это сделает.— Сталин И. В. Интервью с господином Стассеном. 9 апреля 1947 года.
За год до этого (1946) академик Е. С. Варга издал книгу «Изменения в экономике капитализма в итоге второй мировой войны», где дал анализ некоторых новых приёмов государственно-монополистического регулирования капиталистической экономики. О том же «смягчении противоречий капиталистической системы с помощью государственного вмешательства в экономику» год спустя говорили и Стассен со Сталиным. Причиной последующей опалы Варги и закрытия его института послужили причины, не имеющие отношения к его взглядам на ГМК.

### В послесталинский период
Отход от объективных политико-экономических оценок капитализма как строя, далеко не исчерпавшего возможности своего дальнейшего роста, начался в СССР с приходом к власти Н. С. Хрущёва. Приступая к разработке авантюрной и волюнтаристской программы ускоренного построения коммунизма, представленной впоследствии на XXII съезде КПСС (1961 год), уже на первом международном совещании представителей коммунистических и рабочих партий (Москва, ноябрь 1957 года), проведённом к 40-й годовщине Октябрьской революции, Н. С. Хрущёв вновь ввёл в повседневный пропагандистский оборот тезисы о «загнивающем и умирающем капитализме», «кануне социалистической революции» и т. п., которые были привязаны к цитатами из В. И. Ленина лишь по форме, но не по историческому содержанию момента. Одним из разработчиков этой концепции был престарелый академик Е. С.  Варга (1879—1964), выпустивший в 1957 году второе издание книги «Основные вопросы экономики и политики империализма». Формально-догматическим ссылкам на высказывания Ленина о «загнивании» и «умирании» капитализма нашлось место и в последней книге академика — «Очерки по проблемам политэкономии капитализма» (1964). 7 октября 1964 года Варга умер, а через неделю, 14 октября сместили со всех постов и Н. С. Хрущёва. Однако тезисы об умирании и загнивании порой фигурировали в литературе без сопровождающих оговорок, иногда вводя в заблуждение, что такого исхода можно ожидать в ближайшем будущем.
Позитивным моментом в указанных работах Е. С. Варги явилось то, что его последователи разработали систему направлений, по которым должно было вестись изучение соотношений между двумя основополагающими процессами в развитии ГМК — монополизации и огосударствлении. Оба эти процесса не бесконечны, и имеют свои пределы, которые задают, в конечном счёте, мелкие и средние предприятия — необходимость в которых не снижается до нуля при любом уровне современной индустрии. Надо заметить, что категория «монополия» в этом анализе никогда не отождествлялась только с одной компанией, дающей 100 % производства, в связи с чем в курсе политической экономии специально изучались формы и виды монополий. Исследования ГМК как специального объекта проводились, в том числе, по следующим направлениям:
- Формы ГМК (специфика отношений между государством и монополиями в разных странах)
- Общемонополистическая государственная собственность (госсектор в экономике)
- Государство и товарное обращение (госзаказ, регулирование потребительского рынка)
- Военно-промышленный комплекс (особый случай госзаказа)
- Государство и капиталовложения (прямые инвестиции, дотации, льготы, субсидии, финансы и кредит)
- Государственное регулирование и планирование (пятилетние и другие среднесрочные госпрограммы)
- Государство-монополистическое вмешательство во внешнеэкономическую деятельность
- Межгосударственная экономическая интеграция

В концепцию Варги вошёл (без упоминания автора) и тезис о неравномерности развития современного капитализма. Его Сталин ввёл и усилил в 1925-26 годах в ходе полемики с троцкистами, которые гиперболизировали вырванные из контекста высказывания Ленина об империализме. Так, например, сначала Троцкий считал, что «в XIX столетии эта неравномерность была больше, чем в XX». Год спустя он же заявил: «что касается темпа развития, то империализм эту неравномерность обострил бесконечно». Отводя эти надуманные сиюминутные оценки, Сталин тогда же, в конце 1926 года дал такую трактовку «неравномерности капиталистического развития», которая фактически оставила открытым вопрос, можно ли строить прогнозы о будущем капитализма только исходя из существительного «неравномерность»:

небывалое развитие техники и усиливающаяся нивелировка в уровне развития капиталистических стран создали возможность и облегчили дело скачкообразного опережения одних стран другими, дело вытеснения более могучих стран менее могучими, но быстро развивающимися странами.— Сталин И. В. Речь на VII расширенном пленуме ИККИ. 13 декабря 1926 года.
Иными словами, констатировав, что научно-технический прогресс может преподносить сюрпризы, и при капитализме вперёд иногда могут вырываться даже «менее могучие страны», Сталин ещё за полвека до феномена «экономических тигров» предупредил, что споры коммунистов на эту тему схоластичны и к рациональному итогу не приведут.
Тем не менее, год от года советские учёные, специализирующиеся по экономике несоциалистических стран, публиковали всё больше трудов, где после констатации основополагающего тезиса, что современный капитализм суть государственно-монополистический, и тех или иных выкладок о текущем состоянии процессов монополизации и огосударствления в той или иной отрасли, шли мало связанные с предыдущим изложением выводы о том, что «общий кризис капитализма продолжает углубляться». Этапными обобщениями этих исследований стали сборники «Политическая экономия государственно-монополистического капитализма», вышедший в Москве в 1970 году под ред. С. М. Меньшикова и «Политическая экономия современного монополистического капитализма» (в 2-х тт., 1970, главный редактор Н. Н. Иноземцев).
Среди других видных исследователей глобальных проблем ГМК (помимо работ, посвящённых отдельным странам) — Е. С. Варга («Основные вопросы экономики и политики империализма после второй мировой войны», 1957), М. И. Рубинштейн («Научно-техническая революция в условиях современного государственно-монополистического капитализма», в кн. «Политическая экономия современного монополистического капитализма», 1971), Я. А. Певзнер («Государственно-монополистический капитализм и теория трудовой стоимости», 1978).